# Bernard Verheyden
Bernard Verheyden (Antwerpen, 20 november 1938 - Essen, 15 maart 2018) was een Vlaams theater- en tv-acteur.
Doorheen zijn carrière was Verheyden vooral actief in de theaterwereld, onder meer in de Koninklijke Nederlandse Schouwburg en in het Echt Antwaarps Teater van Ruud De Ridder. Vanuit dat laatste gezelschap belandde hij eind jaren 1980 bij de toen pas opgerichte commerciële televisiezender VTM, waar hij meespeelde in de populaire sitcom Bompa en nadien de titelrol kreeg in de vervolgreeks Chez Bompa Lawijt. In die periode was hij op de zender ook een van de vaste moppentappers in het panelprogramma HT&D. Begin jaren 2000 had hij er nog een langlopende gastrol in de soap Familie en dook hij ook kortstondig op in Wittekerke.
Voorafgaand aan het VTM-tijdperk speelde hij vanaf 1961 mee in verschillende producties van de toenmalige openbare omroep BRT, waaronder als Sepke in de bekende serie Wij, Heren van Zichem (waar zijn kleinzoon Seppe Verheyden naar vernoemd werd). Daarin speelde hij al aan de zijde van Denise Zimmerman, zijn echtgenote tot aan haar plotse dood in 2004. Ook zijn zus Mieke Verheyden, schoonbroer Bert André en hun beider dochter Sandrine André verwierven bekendheid als acteurs.
Zijn carrière kwam ten einde toen bleek dat hij aan een vorm van dementie leed. De laatste jaren van zijn leven verbleef hij in een verzorgingstehuis in Essen, waar hij op 79-jarige leeftijd in zijn slaap stierf aan een hersenbloeding.